# Julika Rudelius
Julika Rudelius (nacida en 1968) es una artista internacional de video y performance nacida en Alemania que vive y trabaja en Ámsterdam y en Nueva York. El trabajo fotográfico y de video de Rudelius examina nociones complejas de dependencia emocional, poder social, abuso, identidad y hegemonía cultural.

## Biografía
Rudelius nació en Colonia, Alemania, en 1968. Estudió en la academia Gerrit Rietveld de Ámsterdam, donde  recibió su diploma en fotografía en 1998. Realizó una residencia en la Rijksakademie van beeldenden kunsten en 1999-2000 y otra en el International Studio & Curatorial Program (ISCP) de Nueva York en 2006.

## Exposiciones
Julika Rudelius expuso en numerosos museos, que incluyen el  Tate Modern, ZKM, Stedelijk Museum, Frankfurter Kunstverein, Centre Culturel Suisse, Reinhard Hauff Galerie, Galerie Manuela Klercks, The John Institute, Bard Museum, Aeroplastics Contemporary, Frans Hals Museum, Figge von Rosen Gallery y New York's Swiss Institute.